# Élections législatives nigériennes de 2016
Les élections législatives nigériennes de 2016 ont lieu le 21 février 2016, en même temps que le premier tour de la présidentielle, afin de renouveler les membres de l'Assemblée nationale du Niger.

## Système électoral
Le Niger est doté d'un parlement unicaméral, l'Assemblée nationale composé de 171 sièges pourvus pour cinq ans, dont 158 au scrutin proportionnel plurinominal dans huit circonscriptions correspondants aux sept régions du Niger plus la capitale Niamey. Après décompte des voix, les sièges sont répartis sur la base du quotient simple et de la règle du plus fort reste. À ce total s'ajoutent 13 sièges pourvus au scrutin uninominal majoritaire à un tour, dont huit réservés aux minorités nationales et cinq à la diaspora, à raison d'un siège par continent,.

## Résultats
| Parti                    | Parti                                                                           | Voix      | %     | +/-           | Sièges | +/-           |
| ------------------------ | ------------------------------------------------------------------------------- | --------- | ----- | ------------- | ------ | ------------- |
|                          | Parti nigérien pour la démocratie et le socialisme (PNDS-Tarayya)               | 1 703 321 | 35,72 | 2,7           | 75     | 41            |
|                          | Mouvement démocratique nigérien pour une fédération africaine (MODEN/FA-Lumana) | 615 393   | 12,91 | 6,8           | 25     | 2             |
|                          | Mouvement national pour la société du développement (MNSD-Nassara)              | 488 502   | 10,24 | 10,3          | 20     | 5             |
|                          | Mouvement patriotique pour la République (MPR-Jamhuriya)                        | 343 150   | 7,20  | Nv            | 13     | 13            |
|                          | Liste commune MNRD-Hankuri / PSDN-Alheri                                        | 198 164   | 4,16  | 4,0           | 6      | 6             |
|                          | Mouvement patriotique nigérien (MPN-Kishin Kassa)                               | 152 252   | 3,19  | Nv            | 5      | 5             |
|                          | Alliance des mouvements pour l'émergence du Niger (AMEN-Amin)                   | 142 934   | 3,00  | Nv            | 3      | 3             |
|                          | Alliance nigérienne pour la démocratie et le progrès (ANDP-Zaman Lahiya)        | 141 031   | 2,96  | 4,5           | 4      | 4             |
|                          | Rassemblement social-démocrate (RSD-Gaskiya)                                    | 138 065   | 2,90  | 1,1           | 4      | 4             |
|                          | Congrès pour la République (CPR-Inganci)                                        | 122 573   | 2,57  | Nv            | 3      | 3             |
|                          | Convention démocratique et sociale (CDS-Rahama)                                 | 114 403   | 2,40  | 0,9           | 3      | en stagnation |
|                          | Rassemblement pour la démocratie et le progrès (RDP-Jama'a)                     | 113 141   | 2,37  | 4,1           | 3      | 4             |
|                          | Union pour la démocratie et la République (UDR-Tabbat)                          | 105 448   | 2,21  | 3,2           | 2      | 4             |
|                          | Alliance démocratique pour le Niger (ADN-Fusaha)                                | 75 372    | 1,58  | Nv            | 1      | 1             |
|                          | Alliance pour le renouveau démocratique (ARD-Adaltchi Mutuntchi)                | 69 971    | 1,47  | 1,0           | 2      | 2             |
|                          | Parti social-démocrate (PSD-Bassira)                                            | 43 285    | 0,91  | Nv            | 2      | 2             |
|                          | Parti pour l'unité nationale et la démocratie (PUND-Salam)                      | 24 958    | 0,52  | Nv            | 0      | en stagnation |
|                          | Parti progressiste nigérien-Rassemblement démocratique africain (PPN-RDA)       | 23 048    | 0,48  | 0,1           | 0      | en stagnation |
|                          | Parti nigérien pour l'autogestion (PNA-al'Oumma)                                | 22 426    | 0,47  | 0,4           | 0      | en stagnation |
|                          | Convergence pour la démocratie et le progrès (CDP-Marhaba Bikhum)               | 17 129    | 0,36  | Nv            | 0      | en stagnation |
|                          | Parti démocratique populaire (PDP-Annour)                                       | 16 710    | 0,35  | 0,3           | 0      | en stagnation |
|                          | Nouvelle génération pour le Niger (NGN-Halal)                                   | 16 239    | 0,34  | Nv            | 0      | en stagnation |
|                          | Union des nigériens indépendants (UNI)                                          | 13 365    | 0,28  | 0,7           | 0      | 1             |
|                          | Mouvement pour la démocratie et le changement (MDC-Yarda)                       | 12 976    | 0,27  | Nv            | 0      | en stagnation |
|                          | Mouvement socio-révolutionnaire pour la démocratie (MSRD-Damana)                | 11 302    | 0,24  | Nv            | 0      | en stagnation |
|                          | Mouvement pour l'unité et le redressement de la nation (MURNA-Farhan)           | 8 795     | 0,18  | Nv            | 0      | en stagnation |
|                          | Mouvement démocratique pour le renouveau (MDR-Tarna)                            | 6 535     | 0,14  | Nv            | 0      | en stagnation |
|                          | Union des socialistes du Niger (UDSN-Talaka)                                    | 5 153     | 0,11  | 0,1           | 0      | en stagnation |
|                          | Mouvement national pour le changement et le progrès social (MNCPS-Safina)       | 4 988     | 0,10  | Nv            | 0      | en stagnation |
|                          | Union pour la démocratie et le progrès social (UDPS-Amana)                      | 4 262     | 0,09  | Nv            | 0      | en stagnation |
|                          | Parti de la concertation et de la paix (PCP-Chawara)                            | 2 405     | 0,05  | Nv            | 0      | en stagnation |
|                          | Parti socialiste (PS-Imani)                                                     | 2 377     | 0,05  | Nv            | 0      | en stagnation |
|                          | Rassemblement des démocrates nigériens pour le changement (RDNC-Bil'Adam)       | 364       | 0,01  | en stagnation | 0      | en stagnation |
|                          | Convention nigérienne pour la République (CONIR-Himma)                          | 75        | 0,00  | en stagnation | 0      | en stagnation |
|                          | Groupement d’intérêt économique (GIE-Bunkasa)                                   | 18        | 0,00  | Nv            | 0      | en stagnation |
|                          | Congrès démocratique et du renouveau (CDR-Boukata)                              | 13        | 0,00  | Nv            | 0      | en stagnation |
|                          | Indépendants                                                                    | 8 472     | 0,18  | 0,17          | 0      | en stagnation |
|                          |                                                                                 |           |       |               |        |               |
| Suffrages exprimés       | Suffrages exprimés                                                              | 4 768 615 | 94,81 |               |        |               |
| Votes blancs et nuls     | Votes blancs et nuls                                                            | 261 071   | 5,19  |               |        |               |
| Total                    | Total                                                                           | 5 029 686 | 100   | –             | 171    | en stagnation |
| Abstentions              | Abstentions                                                                     | 2 545 272 | 33,61 |               |        |               |
| Inscrits / participation | Inscrits / participation                                                        | 7 574 958 | 66,39 |               |        |               |